# Storplettet perlemorsommerfugl
Storplettet perlemorsommerfugl (Issoria lathonia) er en sommerfugl i takvingefamilien. Den er vidt udbredt i Europa og Nordafrika og mod øst gennem Asien til det vestlige Kina. I Danmark er den mest almindelig i Jylland. Den foretrækker sandede jorder, men i nogle år bliver bestandene så store, at man også kan finde den på andre lokaliteter, f.eks. på brakmarker og i haver. Storplettet perlemorsommerfugl dukker op først i maj og de sidste individer forsvinder først sidst i september. Den ses ofte solbadende med udbredte vinger på bar jord på kølige dage.

## Forekomst i Danmark
Sommerfuglen er blevet mere sjælden i Danmark end den var tidligere i den første del af det 20. århundrede. Men de seneste år, måske i takt med at brakmarker bliver mere almindelige, er der en tendens til at sommerfuglen kommer tilbage.

## Udseende
Storplettet perlemorsommerfugl er nem at kende på de store perlemorsfarvede pletter på undervingerne. På oversiden ligner den de andre perlemorsommerfugle, men dens vingeform er lidt anderledes, og de sorte pletter lidt mere markante og afrundede. Hunnen er større end hannen, vingefanget varierer meget, men ligger mellem 35–48 mm.

## Livscyklus
Det er usikkert hvor mange generationer den storplettede perlemorsommerfugl har over en sommer. Men et gæt går på omkring 3-4 generationer afhængig af hvor lang og varm sommeren er. I varmt vejr går der ikke over en måned fra ægget er lagt til den færdige sommerfugl kommer frem. Normalt klækkes æggene dog efter ca. en uge, larven forpupper sig efter 2-4 uger, og puppen klækker og den voksne sommerfugl kommer frem efter ca. 1-2 uger. Sommerfuglens overvintring er ikke helt afklaret. Man mener den overvintrer som larve, måske endda som udvokset larve, eller som puppe. Man mener dog, at voksne individer af sommerfuglen ikke kan overvintre, i det mindste ikke i Danmark.

## Foderplanter
Sommerfuglen foretrækker bl.a. planten blåmunke, mens æggene bliver lagt på stedmoderblomster, f.eks. agerstedmoderblomst og almindelig stedmoderblomst.

## Galleri
| Galleri med danske arter i Takvingefamilien |
| --- |
| Egentlige takvinger ↓ - Perlemorsommerfugle ↓ Randøjer ↓ - Monark - Leptidea sinapis - Iris - Apatura iris - Poppelsommerfugl - Limenitis populi - Hvid admiral - Limenitis camilla Egentlige takvinger - Kirsebærtakvinge - Nymphalis polychloros - Østlig takvinge - Nymphalis xanthomelas - Det hvide L - Nymphalis vaualbum - Sørgekåbe - Nymphalis antiopa - Dagpåfugleøje - Aglais io - Admiral - Vanessa atalanta - Tidselsommerfugl - Vanessa cardui - Nældens takvinge - Aglais urticae - Det hvide C - Polygonia c-album - Nældesommerfugl - Araschnia levana Pletvinger - Okkergul pletvinge Melitaea cinxia - Mørk pletvinge Melitaea diamina - Brun pletvinge Mellicta athalia - Askepletvinge Euphydryas maturna - Hedepletvinge Euphydryas aurinia Perlemorsommerfugle - Kejserkåbe Argynnis paphia - Østlig perlemorsommerfugl - Argynnis laodice - Markperlemorsommerfugl Argynnis aglaja - Skovperlemorsommerfugl Argynnis adippe - Klitperlemorsommerfugl - Argynnis niobe - Storplettet perlemorsommerfugl Issoria lathonia - Engperlemorsommerfugl Brenthis ino - Moseperlemorsommerfugl Boloria aquilonaris - Brunlig perlemorsommerfugl Boloria selene - Rødlig perlemorsommerfugl Boloria euphrosyne - Violet perlemorsommerfugl Clossiana dia Randøjer - Galathea Melanargia galathea - Sandrandøje Hipparchia semele - Skovbjergrandøje Erebia ligea - Græsrandøje Maniola jurtina - Engrandøje Aphantopus hyperanthus - Buskrandøje Pyronia tithonus - Moserandøje Coenonympha tullia - Okkergul randøje Coenonympha pamphilus - Perlemorrandøje Coenonympha arcania - Herorandøje Coenonympha hero - Skovrandøje Pararge aegeria - Vejrandøje Lasiommata megera - Skovvejrandøje Lasiommata maera - Bjergvejrandøje Lasiommata petropolitana |